# Lepus callotis
Lepus callotis (Заєць білобокий) — вид ссавців ряду Зайцеподібні.

## Поширення
Країни проживання: Мексика (Агуаскальєнтес, Чіуауа, Дуранго, Гуанахуато, Герреро, Ідальго, Халіско, Мексика Федеральний Округ — можливо вимерли, штат Мехіко, Мічоакан, Морелос, Оахака, Пуебла, Керетаро, Сан-Луїс-Потосі, Сонора, Тласкала, Веракрус, Сакатекас), США (Нью-Мексико). спостерігається на висоті 2550 м у Пуебла і 750 м в Морелос. Живе на відкритих луках.

## Поведінка
Їх їжею майже виключно є трави, але раціон може складатися з коренів у суху погоду.
Сезон розмноження від середини квітня до серпня, а середній розмір приплоду становить 2,2 (діапазон 1-4). Самиця здатна давати принаймні 3 приплоди на рік під час сезону розмноження.

## Морфологічні ознаки
Середня загальна довжина цього виду є 55 см. Хвіст від 2,5 до 10 см у довжину, вуха від 5,1 до 15 см. Передні лапи мають п'ять пальців у той час як задні лапи — чотири. Всі пальці мають міцні кігті. Деякий статевий диморфізм присутній у даного виду, як правило, самиці більші за самців. Спинне хутро коротке і грубе, на спині жовто-коричнево-чорне, черево й боки білі, з деякою плямистістю.